# Afroneanias
Afroneanias is een geslacht van rechtvleugeligen uit de familie Gryllacrididae. De wetenschappelijke naam van dit geslacht is voor het eerst geldig gepubliceerd in 1937 door Karny.

## Soorten
Het geslacht Afroneanias  is monotypisch en omvat slechts de volgende soort:
- Afroneanias scheffleri (Griffini, 1908)